# Ulrich von Wilamowitz-Moellendorff
Enno Friedrich Wichard Ulrich von Wilamowitz-Moellendorff (Markowitz, 22 december 1848 - Berlijn, 25 september 1931) was een Duits classicus, die onder niet-classici vooral bekend werd door zijn hevige aanval op Nietzsches Die Geburt der Tragödie aus dem Geiste der Musik. Wilamowitz was een filoloog die gespecialiseerd was in het Oudgrieks en die een vermaarde autoriteit was op vrijwel het hele gebied van de Griekse letterkunde.

## Biografie
Hij werd geboren op 22 december 1848 in Markowitz (Markowice), een klein dorp nabij Inowrazlaw (Inowrocław) in de Pruisische provincie Posen, in een gegermaniseerde familie van verre Poolse afkomst. Zijn vader was Arnold Wilamowitz, zijn moeder Ulrika Calbo. Dit paar vestigde zich in een klein herenhuis dat in 1836 van een lokale edelman geconfisqueerd was. Het Pruisische deel van hun achternaam, von Moellendorf, werd in 1813 toegevoegd aan hun naam, toen de Pruisische veldmaarschalk Wichard von Moellendorff Ulrichs voorouders had geadopteerd.
Tussen 1867 en 1869 studeerde von Wilamowitz-Moellendorff aan de Universiteit van Bonn. Daarna verhuisde hij naar de Universiteit van Berlijn, waar hij in 1870 zijn doctoraat ontving. Kort daarop werd hij voor het Pruisische leger gemobiliseerd en deed hij legerdienst tijdens de Frans-Pruisische oorlog. Na de demobilisatie begon hij aan uitgebreide studies over de oudheid, hierin geholpen door zijn talrijke reizen naar Italië en Griekenland. In 1874 ontving hij zijn habilitation aan de universiteit van Berlijn. In 1876 werd hij professor aan de Universiteit van Greifswald. Op 20 september 1878 trouwde hij met Marie Mommsen (1855–1936) en werd daarmee schoonzoon van de bekende historicus Theodor Mommsen. In 1883 verhuisde hij naar Göttingen, waar hij professor en hoofd van een van de faculteiten werd. Daar schreef hij zijn bekendste werken. In 1897 naar Berlijn teruggekeerd werd hij reeds beschouwd als een van de beste specialisten op het gebied van oudheid en klassieke filologie. Hij stierf op 25 september 1931 in Berlijn. Hij werd samen met zijn vrouw Marie von Wilmowitz-Moellendorff, geboren Mommsen (zij stierf in 1936) en hun enige zoon, Tycho von Wilamowitz-Moellendorff (geboren in 1885), die aan het begin van de Eerste Wereldoorlog in de buurt van Ivangorod werd gedood, in zijn geboortedorp begraven.

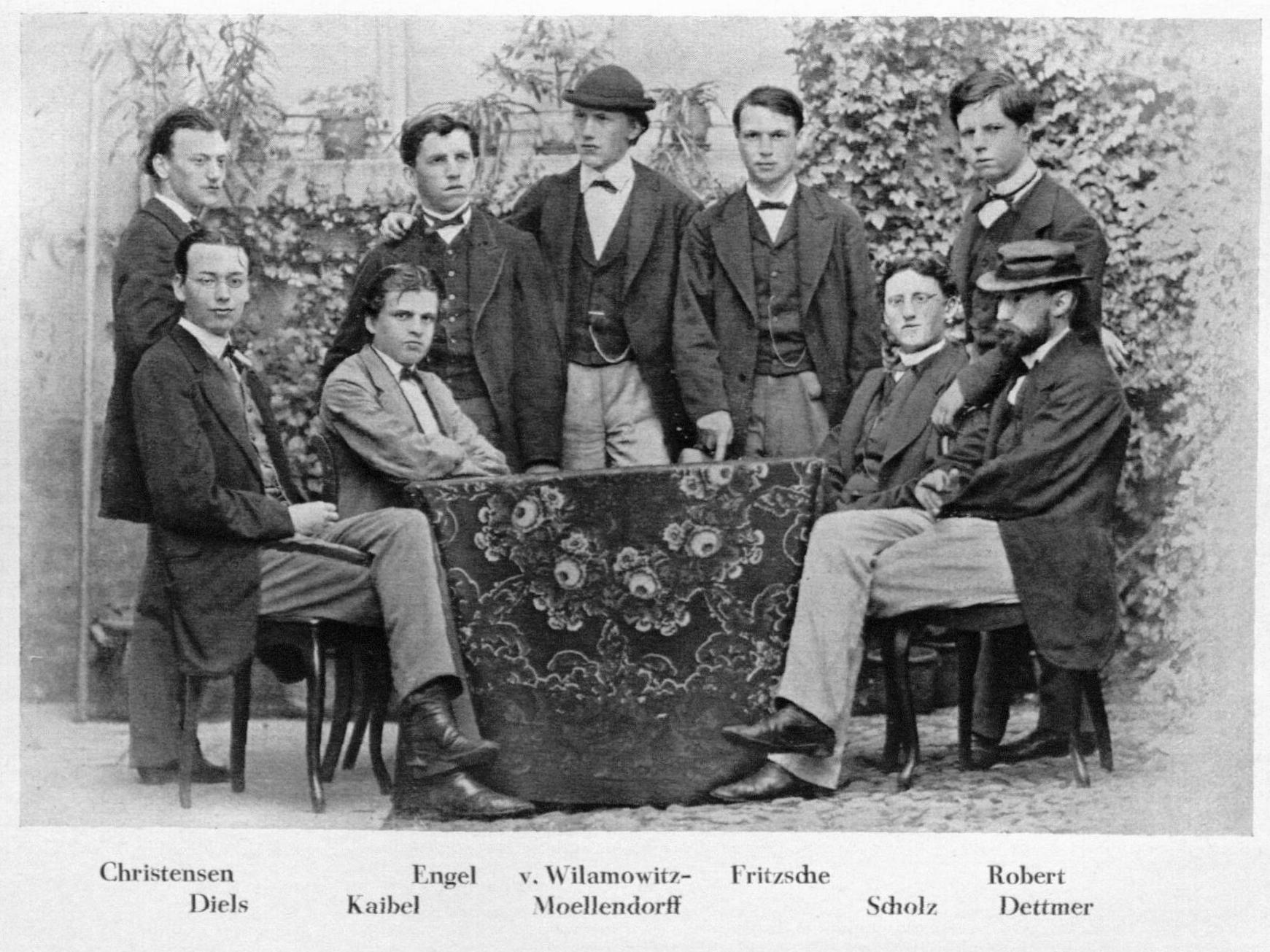
Wilamowitz (staand in het midden) tussen medestudenten, van wie links zittend Hermann Diels. Bonn, 1869
- Brief van Von Wilamowitz-Moellendorff (1917)